# Административное деление Ульяновска
Город Ульяновск разделён на 4 района города.
В рамках административно-территориального устройства области, Ульяновск является городом областного значения, районам которого подчинены 30 сельских населённых пунктов; в рамках муниципального устройства он образует муниципальное образование  город Ульяновск  со статусом городского округа, в состав которого входит 31 населённый пункт (1 город и 30 сельских населённых пунктов).
Районы города не являются муниципальными образованиями.

## Районы
|  | Район           | Население |
|  | --------------- | --------- |
|  | Железнодорожный | ↗85 043   |
|  | Заволжский      | ↘215 800  |
|  | Засвияжский     | ↘222 297  |
|  | Ленинский       | ↘115 950  |

## История
Ульяновск в 1930-е годы делился на центральную часть и образованный 3 января 1935 года Заволжский район (Заволжье).
Указом Президиума Верховного Совета РСФСР от 25 февраля 1942 года в центральной части города были образованы Ленинский и Сталинский районы, а Заволжский переименован в Володарский район.
Указом Президиума Верховного Совета РСФСР от 4 июня 1954 года путём выделения из Сталинского (позже Засвияжского) района был образован новый Железнодорожный район.
Согласно Указу Президиума Верховного Совета РСФСР от 22 ноября 1958 года районное деление в городе было ликвидировано.
Указом Президиума Верховного Совета РСФСР от 23 мая 1962 года, в новых границах были воссозданы Ленинский, Заволжский, Засвияжский районы.
Указом Президиума Верховного Совета РСФСР от 7 января 1966 года в других границах был вновь образован Железнодорожный район.

## Микрорайоны
В составе районов города условно выделяют микрорайоны:
Ленинский район:
- «Центр»
- «Репино»
- «Север»
- Сельдь (бывшее село, включённое в состав городской черты Ульяновска 4 мая 1976 г.),
- Мостовая[9]
- «Искра»
- Куликовка
- Бутырки

Железнодорожный район:
- 4-й микрорайон
- Туть
- Киндяковка (в честь поместья Киндяковых)
- Винновка
- Опытное Поле

Засвияжский район:
- Пески
- 18-й микрорайон (бывшее село Конно-Подгородная слобода, включённое в состав городской черты Ульяновска в 1961 г.)
- 19-й микрорайон (бывшее село Конно-Подгородная слобода, включённое в состав городской черты Ульяновска в 1961 г.)
- Дальнее Засвияжье
- Баратаевка
- Свияга
- Новая жизнь
- Вырыпаевка (бывшее село, включённое в состав городской черты Ульяновска 4 мая 1976 г.)
- Студенческая
- 16 Квартал (От Остановки Автовокзал до Механического завода)
- Юго-Западный

Заволжский район:
- Нижняя Терраса (ближнее Заволжье)
- Верхняя Терраса (среднее Заволжье)
- Индовое [10]
- Новый город (дальнее Заволжье)

## Населённые пункты
Городу Ульяновску (его районам) подчинены 30 сельских населённых пунктов, вместе с которыми он образует муниципальное образование город Ульяновск.
| №     | Населённый пункт       | Тип нп       | Население | Район подчинения |
| ----- | ---------------------- | ------------ | --------- | ---------------- |
| 1e-06 | Ульяновск              | город        | ↗612 516  |                  |
| 1     | Анненково              | село         | 261       | Железнодорожный  |
| 2     | Анненково              | разъезд      | 9         | Железнодорожный  |
| 3     | Белый Ключ             | село         | 2330      | Железнодорожный  |
| 4     | Белый Ключ             | станция      | 115       | Железнодорожный  |
| 5     | Загородный             | посёлок      | 247       | Железнодорожный  |
| 6     | имени Карамзина        | посёлок      | 1199      | Железнодорожный  |
| 7     | Кувшиновка             | деревня      | 471       | Железнодорожный  |
| 8     | лесничества Белый Ключ | посёлок      | 43        | Железнодорожный  |
| 9     | Луговое                | село         | ↗1472     | Железнодорожный  |
| 10    | Плодовый               | посёлок      | 990       | Железнодорожный  |
| 11    | Пригородный            | посёлок      | 2530      | Железнодорожный  |
| 12    | ж.д. казарма 880 км    | ж.д. казарма | 0         | Железнодорожный  |
| 13    | Ленинский («Рыбацкий») | посёлок      | 1197      | Заволжский       |
| 14    | Арское                 | село         | 550       | Засвияжский      |
| 15    | Баратаевка             | село         | 2753      | Засвияжский      |
| 16    | Лесная Долина          | посёлок      | 89        | Засвияжский      |
| 17    | Отрада                 | деревня      | 777       | Засвияжский      |
| 18    | Погребы                | деревня      | 156       | Засвияжский      |
| 19    | Кротовка               | село         | 1617      | Засвияжский      |
| 20    | Каменка                | посёлок      | 13        | Ленинский        |
| 21    | Карлинское             | село         | 2505      | Ленинский        |
| 22    | Лаишевка               | село         | 1707      | Ленинский        |
| 23    | Новосельдинский        | посёлок      | 558       | Ленинский        |
| 24    | Подгородная Каменка    | село         | 176       | Ленинский        |
| 25    | Поливно                | посёлок      | 813       | Ленинский        |
| 26    | Протопоповка           | деревня      | 108       | Ленинский        |
| 27    | ж.д. будка 187 км      | ж.д. будка   | 10        | Ленинский        |
| 28    | ж.д. будка 188 км      | ж.д. будка   | 9         | Ленинский        |
| 29    | ж.д. будка 192 км      | ж.д. будка   | 73        | Ленинский        |
| 30    | ж.д. будка 194 км      | ж.д. будка   | 0         | Ленинский        |